# Waldorf (Maryland)
Waldorf è un CDP degli Stati Uniti d'America nella contea di Charles, nello stato del Maryland.